# Peter Sellars

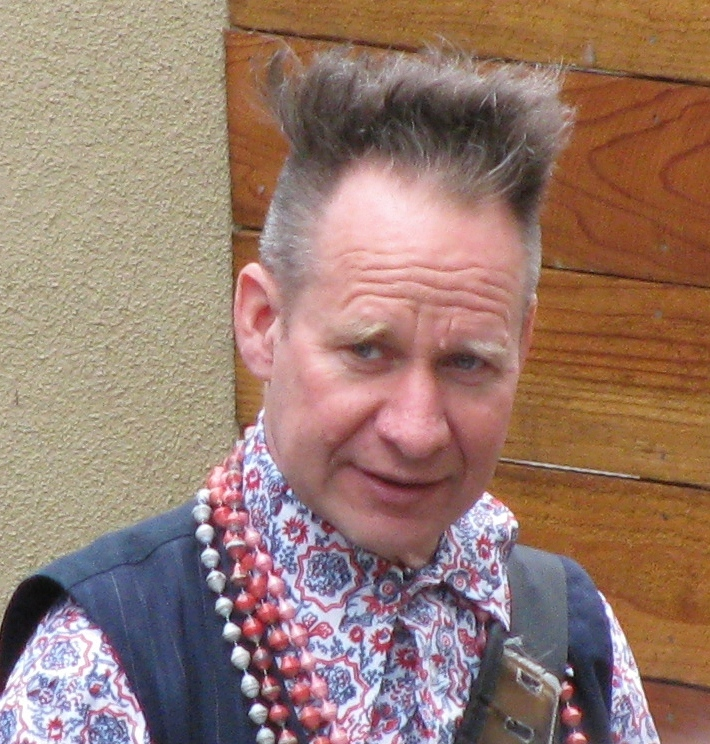
Peter Sellars, California, 2011

Peter Sellars (27 de setembro, de 1957 — ) é um encenador americano, conhecido por suas exclusivas encenações contemporâneas de clássicos e contemporâneos de óperas e peças de teatro.
É professor de Artes na UCLA.
Nasceu em Pittsburgh, Pennsylvania, e estudou na Phillips Academy e, posteriormente, na Universidade de Harvard, graduando-se em 1981. Enquanto estudante, executou uma versão do ciclo do anel de Wagner , e dirigiu uma produção minimalista de As Três Irmãs uma peça do dramaturgo russo Anton Pavlovitch Tchékhov, São também importantes as suas encenações de Così fan tutte, As bodas de Figaro e Don Giovanni.

## Encenação
- 1989 : Don Giovanni de Mozart, Bobigny
- 1989 : Le Nozze di Figaro de Mozart, Bobigny
- 1990 : Giulio Cesare in Egitto de Georg Friedrich Haendel, Théâtre Nanterre-Amandiers
- 1991 : Nixon in China de John Adams, libreto Alice Goodman, Bobigny
- 1991 : The Death of Klinghoffer de John Adams
- 1993 : The Persians de Eschyle, Bobigny
- 1994 : The Merchant of Venice de William Shakespeare, Bobigny
- 1995 : I Was Looking at the Ceiling and Then I Saw the Sky de John Adams, Bobigny
- 2000 : El Niño de John Adams
- 2002 : The Children of Herakles d'Euripide, Bobigny
- 2004 : Doctor Atomic de John Adams
- 2005 : Tristão e Isolda de Richard Wagner, Opéra Bastille
- 2006 : Adriana Mater de Kaija Saariaho, livret Amin Maalouf, Opéra Bastille
- 2011 : Desdemona de Toni Morrison et Rokia Traoré, Wiener Festwochen Viena, Théâtre Nanterre-Amandiers
- 2012 : Iolanta de Tchaikovsky et Perséphone de Stravinsky, Teatro Real, Madrid

fontes
- Favorini, Attilio. 2003. "History, Collective Memory, and Aeschylus' Persians." Theatre Journal 55:1 (March): 99-111.
- Meyer-Thoss, Gottfried, Extrakte. Peter Sellars - Amerikanisches Welttheater, Parthas Verlag Berlin, 2004